# Vireo nanus
El vireo de la Española (Vireo nanus), también denominado cigüita juliana o ciguíta juliana (en República Dominicana), vireo de pico plano o ti panach bèk plat (en creole haitiano, en Haití), es una especie de ave paseriforme de la familia Vireonidae perteneciente al numeroso género Vireo. Es endémico de la República Dominicana y Haití.

## Distribución y hábitat
Se encuentra en la isla La Española, principalmente a lo largo de la costa norte y este y en el valle de Neiba, y en la isla de la Gonâve, en el Mar Caribe.
Su hábitat preferencial son matorrales secos tropicales y subtropicales.